# 탑건
《탑건》(영어: Top Gun)은 1986년 개봉한 미국의 액션 드라마 영화이다. 토니 스콧의 연출 작품으로 톰 크루즈, 켈리 맥길리스, 멕 라이언 등이 출연했다. 참고로, 탑건은 미국 해군의 전투기 조종사 학교의 별칭이자 의미가 확대되어 전투기 에이스 조종사를 의미한다. 후속편은 36년만에 나온 탑건: 매버릭이다.

## 줄거리
미 해군의 대위 피트 "매버릭" 미첼과 그의 레이다 요격 장교(RIO) 소위 닉 "구스" 브래드쇼는 인도양에 정박한 USS 엔터프라이즈에 탑승하여 F-14A 톰캣을 조종한다. 적대적인 MiG-28 두 대와의 요격 도중 매버릭은 한 대를 미사일로 조준하는 반면, 다른 적대기는 매버릭의 윙맨인 쿠거를 조준한다. 매버릭은 이를 물리치지만 쿠거는 너무 충격을 받아 매버릭은 연료가 부족함에도 불구하고 먼저 착륙하라는 명령을 어기고 그를 항공모함으로 인도하기 위해 그를 보호한다. 그 결과 쿠거는 임무를 사임하고 탑건, 즉 미라마 해군 항공기지의 해군 전투기 무기 학교에 참석할 기회를 잃는다. 매버릭과 구스는 착륙 명령을 불복종한 것에 대해 질책을 받지 않고, CAG "스팅어"에 의해 그의 자리에 보내진다.
첫 훈련일 전에 매버릭은 바에서 한 여자에게 다가가지만 실패한다. 다음날 그는 그녀가 천체물리학자이자 민간 탑건 강사인 샬롯 "찰리" 블랙우드라는 것을 알게 된다. 그녀는 매버릭이 MiG-28로 뒤집힌 기동을 했다는 것을 알고 그에게 관심을 갖게 된다. 매버릭의 첫 훈련 비행에서 그는 강사인 릭 "제스터" 헤더리 중령을 물리치기 위해 교전 규칙을 어기고 10,000 피트 (3,000 m) 아래로 비행한다. 매버릭과 구스는 특별히 지시받지 않았음에도 불구하고 관제탑에 근접 비행한다. 그들은 탑건 지휘관인 마이크 "바이퍼" 멧칼프 소령에게 질책을 받는다.
개인적으로 제스터는 바이퍼에게 매버릭의 기술을 존경하지만 전투에서 그를 신뢰할 수 있을지 확신하지 못한다고 말한다. 수업 시간에 찰리는 MiG-28에 대한 매버릭의 공격적인 전술에 반대하지만, 개인적으로는 그의 비행을 존경한다고 말하며 그들은 연인 관계를 시작한다.
훈련 비행 19에서 매버릭은 바이퍼를 쫓기 위해 그의 윙맨인 "할리우드"를 버린다. 그 결과 할리우드, 그리고 매버릭은 팀워크의 가치를 보여주는 시연에서 패배한다. 제스터는 매버릭의 비행이 훌륭하다고 말하지만, 그의 윙맨을 버린 것에 대해 비판한다. 매버릭의 라이벌인 톰 "아이스맨" 카잔스키 중위는 그의 행동을 "어리석고", "위험하며", 적보다 더 나쁘다고 말하며, 이에 대해 매버릭은 "나는 위험하다"고 응답한다.
탑건 트로피의 유력 후보인 매버릭과 아이스맨은 비행 31에서 A-4를 추격한다. 아이스맨이 A-4를 조준하는 데 어려움을 겪자 매버릭은 그가 발사 위치로 이동할 수 있도록 그를 압박하여 이탈하게 한다. 그러나 매버릭의 F-14는 아이스맨의 제트 세척을 통과하여 두 엔진 모두 불꽃이 꺼져 회복 불가능한 플랫 스핀에 빠진다. 매버릭과 구스는 사출하지만, 구스는 버려진 항공기 캐노피에 부딪혀 충격으로 사망한다.
조사 위원회는 매버릭에게 어떠한 잘못도 없다고 판단하지만, 그는 충격을 받고 죄책감에 시달리며 그만둘 것을 고려한다. 그는 베트남 전쟁 공중전에서 매버릭의 아버지와 함께 비행했으며 그가 사망한 바이퍼에게 조언을 구한다. 공식 보고서가 미첼을 비난하는 것과는 달리, 바이퍼는 그가 영웅적으로 죽었다고 말한다. 그는 매버릭에게 자신감을 되찾으면 성공할 수 있다고 말한다. 매버릭은 졸업을 선택하고 탑건 트로피를 차지한 아이스맨에게 축하를 전한다. 아이스맨, 할리우드, 매버릭은 위기 상황에 대처하기 위해 즉각적인 배치 명령을 받는다. 그들은 적대적인 해역으로 표류한 고장난 통신선인 SS 레이튼의 구조를 위한 항공 지원을 제공하기 위해 엔터프라이즈에 파견된다.
엔터프라이즈 함상에서 아이스맨과 할리우드는 공중 엄호를 제공하고, 매버릭과 RIO 멀린은 대기한다. 아이스맨은 스팅어에게 매버릭의 정신 상태에 대한 우려를 표하지만, 그저 그의 일을 하라는 말을 듣는다. 아이스맨과 할리우드는 처음에는 두 대의 미그로 보였지만 여섯 대임이 밝혀진 것과의 공중전에 휘말린다. 할리우드가 격추되어 안전하게 낙하산을 타자, 매버릭은 사출기 고장으로 인해 단독으로 스크램블된다. 그는 또 다른 제트 세척을 만나 회전하지만 회복한다. 충격을 받아 그는 일시적으로 이탈하지만, 다시 교전하여 세 대의 미그를 격추한다. 아이스맨은 네 번째를 파괴하고, 나머지 두 대의 미그는 철수한다. 엔터프라이즈로 개선하여 돌아온 후, 조종사들은 서로에 대한 새로운 존경심을 나눈다. 마침내 자신감을 되찾고 훈련 사고로 인한 죄책감을 떨쳐낸 매버릭은 나중에 구스의 군번줄을 바다에 던진다.
어떤 임무든 선택할 수 있는 기회가 주어지자 매버릭은 교관으로 탑건으로 돌아갈 것을 선택한다. 그와 찰리는 미라마의 바에서 재회한다.

## 출연
- 톰 크루즈 - 피트 미첼 대위(매버릭)
- 켈리 맥길리스 - 샬럿 블랙우드(챨리)
- 앤서니 에드워즈 - 닉 브래드쇼 중위(구즈)
- 멕 라이언 - 캐럴 브래드쇼
- 발 킬머 - 톰 카잔스키 대위(아이스 맨)
- 릭 로소비치 - 론 커너 중위 (슬라이더)
- 톰 스커릿 - 마이크 멧커프 중령(바이퍼)
- 마이클 아이언사이드 - 릭 헤덜리 소령(제스터)
- 존 스톡웰 - 빌 코텔 대위(쿠거)
- 팀 로빈스 - 샘 웰스 중위(멀린)

## 한국판 성우진

### KBS (1994년 1월 2일)
- 오세홍 - (메버릭)피터 미첼 대위(톰 크루즈)
- 송도영  - (찰리)샬롯 블랙우드(켈리 맥길리스)
- 이규화 - (아이스맨)톰 카잔스키 대위(발 킬머)
- 김준 - (구즈)닉 브래드쇼(앤서니 에드워즈)
- 조달호 - (바이퍼)마이크 맷켈프(톰 스커릿)
- 박상일 - (스팅어)톰 자디언(제임스 톨칸)
- 백순철 - (쿠거)빌 코텔(존 스톡웰)
- 이호인 - (멜린)샘 웰스(팀 로빈스)
- 권희덕 - 캐롤 브래드쇼(멕 라이언)
- 김규식 - (제스터)릭 헤덜리 소령(마이클 아이언사이드)
- 신흥철 - 선다운(클레런스 길야드 주니어)
- 서문석 - 울프맨(베리 텁) / 치퍼(아드리안 파스다)
- 이재용 - 할리웃(윕 허블리)

### MBC (2001년 1월 13일)
- 안지환 - 매버릭(톰 크루즈)
- 윤소라 - 찰리(켈리 맥길리스)
- 송준석 - 아이스맨(발 킬머)
- 박지훈 - 구즈(앤서니 에드워즈)
- 권혁수 - 바이퍼(톰 스커릿)
- 이철용 - 제스터(마이클 아이언사이드)
- 최한 - 쿠거(존 스톡웰)
- 김기철 - 울프맨(베리 텁)
- 신성호 - 슬라이더(릭 로소비치)
- 표영재 - 멀린(팀 로빈스)
- 김용준 - 선다운(클레런스 길야드 쥬니어)
- 엄태국 - 헐리우드(윕 허블리)
- 엄현정 - 캐롤 브래드쇼(멕 라이언)
- 김명수
- 이성
- 이윤연
- 이병식
- 안종덕
- 한수림

### SBS (2005년 4월 8일)
- 김영선 - 매버릭 피터 미첼 대위(톰 크루즈)
- 강희선 - 샬롯 찰리 블랙우드(켈리 맥길리스)
- 안지환 - 아이스맨 톰 카잔스키(발 킬머)
- 이재용 - 구즈 닉 브래드쇼(앤서니 에드워즈)
- 김준 - 바이퍼 마이크 멧커프 중령(톰 스커릿)
- 민응식 - 제스터 허터리 소령(마이클 아이언사이드)
- 엄상현 - 쿠거(존 스톡웰) / 할리웃(윕 허블리)
- 엄태국 - 울프맨(배리 텁) / 치퍼(아드리안 파스다)
- 김용준 - 슬라이더(릭 로소비치)
- 장호비 - 멀린(팀 로빈스) / 선다운(클레런스 길야드 주니어)
- 이호인 - 스팅어(제임스 톨컨)
- 송도영 - 캐롤 브래드쇼(멕 라이언)
- 이명선 - 멧캐프 부인(린다 저건) / 구스의 딸